# Fairchild (Wisconsin)
Fairchild  est un village du Comté d'Eau Claire dans l'état du Wisconsin aux États-Unis.
La population était de 550 habitants en 2010.